# Лі-Монт (Вірджинія)
Лі-Монт (англ. Lee Mont) — переписна місцевість (CDP) в США, в окрузі Аккомак штату Вірджинія. Населення — 102 особи (2020).

## Географія
Лі-Монт розташоване за координатами 37°46′48″ пн. ш. 75°40′49″ зх. д. / 37.78000° пн. ш. 75.68028° зх. д. (37.779897, -75.680182).  За даними Бюро перепису населення США в 2010 році переписна місцевість мала площу 1,95 км², уся площа — суходіл.

## Демографія
Згідно з переписом 2010 року, у переписній місцевості мешкало 125 осіб у 51 домогосподарстві у складі 32 родин. Густота населення становила 64 особи/км².  Було 60 помешкань (31/км²).
Расовий склад населення:
| - 76,8 % — білих - 8,8 % — чорних або афроамериканців - 2,4 % — вихідців з тихоокеанських островів - 9,6 % — осіб інших рас |

До двох чи більше рас належало 2,4 %. Частка іспаномовних становила 12,0 % від усіх жителів.
За віковим діапазоном населення розподілялося таким чином: 28,8 % — особи молодші 18 років, 52,0 % — особи у віці 18—64 років, 19,2 % — особи у віці 65 років та старші. Медіана віку мешканця становила 41,5 року. На 100 осіб жіночої статі у переписній місцевості припадало 92,3 чоловіків;  на 100 жінок у віці від 18 років та старших — 85,4 чоловіків також старших 18 років.
Середній дохід на одне домашнє господарство  становив 74 016 доларів США (медіана — 74 457), а середній дохід на одну сім'ю — 76 420 доларів (медіана — 95 094). 
Цивільне працевлаштоване населення становило 223 особи. Основні галузі зайнятості: освіта, охорона здоров'я та соціальна допомога — 30,5 %, будівництво — 27,4 %, науковці, спеціалісти, менеджери — 13,0 %, роздрібна торгівля — 10,8 %.